# Centris cordillerana
Centris cordillerana är en biart som beskrevs av Roig-alsina 2000. Centris cordillerana ingår i släktet Centris och familjen långtungebin. Inga underarter finns listade.